# イングーシ共和国の行政区画
イングーシ共和国の行政区画（イングーシきょうわこくのぎょうせいくかく）では、ロシア連邦、イングーシ共和国の行政区画について記述する。

## 概要
イングーシ共和国の首都はマガスであり、行政区画は5つの都市管区、4つの地区から構成される。

## 行政区画
- 都市管区 (イングーシ共和国の管轄下)

イングーシ共和国の行政区画

  -   マガス都市管区 (Магас) (行政中心地)
  -   カラブラク都市管区 (Карабулак)
  -   マルゴベク都市管区 (Малгобек)
  -   ナズラン都市管区 (Назрань)
  -   スンジャ都市管区 (Сунжа)

- 地区(ラヨン)
  -   ジェイラフ地区 (Джейрахский)
  -   マルゴベク地区 (Малгобекский)
  -   ナズラン地区 (Назрановский)
  -   スンジャ地区 (Сунженский)